# نیکی فرنچ
نیکی فرنچ (انگلیسی: Nicki French؛ زادهٔ ۲۶ سپتامبر ۱۹۶۴) یک موسیقی‌دان است. وی از سال ۱۹۹۲ میلادی تاکنون مشغول فعالیت بوده‌است.
او در مسابقه آواز یوروویژن ۲۰۰۰ نماینده بریتانیا بود.